# Iraklis Thessaloniki (Basketball)
Iraklis Thessaloniki eigentlich Turnverein Iraklis Thessaloniki, (griechisch Γυμναστικός Σύλλογος Ηρακλής Θεσσαλονίκης) ist die ausgegliederte Basketballsektion des griechischen Sportvereins Iraklis Thessaloniki. Gegründet wurde die Abteilung 1924 in Thessaloniki. 1928 und 1935 war Iraklis Saloniki Griechischer Meister.

## Geschichte
1924, 16 Jahre nach der Gründung des Vereins, bot Iraklis Thessaloniki seinen Mitgliedern erstmals eine Basketballabteilung. Die erste Griechische Meisterschaft konnte Iraklis 1928 erringen. 1935, 7 Jahre nach dem ersten Titel, war Iraklis wieder Griechischer Meister.
Die Saison 2005/2006 stellte einen Tiefpunkt in der Vereinsgeschichte dar. Nach großem Aderlass schaffte es die neu zusammengestellte Mannschaft nicht, die Klasse zu halten und stieg somit in die A2-Liga ab.

## Heimstätte
Seine Heimspiele trägt Iraklis in der 1987 errichteten „Ivanofeio Arena“ aus. „Ivanofeio Arena“ gehört zu Iraklis Thessaloniki und bietet Plätze für 2.443 Zuschauer.

## Titel
- Griechischer Meister (2×): 1928, 1935

## Bedeutende oder bekannte ehemalige Spieler
| - Dimitrios Diamantidis - Aristidis Moumoglou - Nikolaos Chatzivrettas - Lazaros Papadopoulos - Sofoklis Schortsanitis - Eleftherios Kakiousis | - Predrag Drobnjak - Xavier McDaniel - Roy Tarpley - Jurij Zdovc - Wassili Karasjow - Steve Bucknall |

## Bedeutende ehemalige Trainer
- Jure Zdovc
- Slobodan Subotić
- Dragan Šakota
- Eleftherios Kakiousis
- Giannis Kastritis